# سنری اوئه
سنری اوئه (انگلیسی: Senri Oe؛ زادهٔ ۶ سپتامبر ۱۹۶۰) پیانیست جاز، آهنگساز، ترانه‌سرا (ژاپنی), نویسنده (ژاپنی) اهل ژاپن است.